# Championnats du monde de patinage artistique 1965
Navigation
Mondiaux 1964 Mondiaux 1966
Les championnats du monde de patinage artistique 1965 ont lieu du 2 au 7 mars 1965 à la patinoire de Broadmoor à Colorado Springs aux États-Unis.

## Qualifications
Les patineurs sont éligibles à l'épreuve s'ils représentent une nation membre de l'Union internationale de patinage (International Skating Union en anglais). Les fédérations nationales sélectionnent leurs patineurs en fonction de leurs propres critères.
Sur la base des résultats des championnats du monde 1964, l'Union internationale de patinage autorise chaque pays à avoir de une à trois inscriptions par discipline. 

## Podiums
| Épreuves                            | Or                                  | Argent                               | Bronze                           |
| ----------------------------------- | ----------------------------------- | ------------------------------------ | -------------------------------- |
| Messieurs résultats détaillés       | Alain Calmat                        | Scott Allen                          | Donald Knight                    |
| Dames résultats détaillés           | Petra Burka                         | Regine Heitzer                       | Peggy Fleming                    |
| Couples résultats détaillés         | Ludmila Belousova / Oleg Protopopov | Vivian Joseph / Ronald Joseph        | Tatiana Zhuk / Aleksandr Gorelik |
| Danse sur glace résultats détaillés | Eva Romanová / Pavel Roman          | Janet Sawbridge / David Hickinbottom | Lorna Dyer / John Carrell        |

## Tableau des médailles
| Rang  | Nation           | Or | Argent | Bronze | Total |
| ----- | ---------------- | -- | ------ | ------ | ----- |
| 1     | Canada           | 1  | 0      | 1      | 2     |
| 1     | Union soviétique | 1  | 0      | 1      | 2     |
| 3     | France           | 1  | 0      | 0      | 1     |
| 3     | Tchécoslovaquie  | 1  | 0      | 0      | 1     |
| 5     | États-Unis       | 0  | 2      | 2      | 4     |
| 6     | Autriche         | 0  | 1      | 0      | 1     |
| 6     | Royaume-Uni      | 0  | 1      | 0      | 1     |
| Total | Total            | 4  | 4      | 4      | 12    |

## Détails des compétitions

### Messieurs
| Rang | Nom                     | Nation               | Places | Points | Fig. impo. | Prog. libre |
| ---- | ----------------------- | -------------------- | ------ | ------ | ---------- | ----------- |
| 1    | Alain Calmat            | France               | 9      |        |            |             |
| 2    | Scott Allen             | États-Unis           | 27     |        |            |             |
| 3    | Donald Knight           | Canada               | 29     |        |            |             |
| 4    | Nobuo Satō              | Japon                | 41     |        |            |             |
| 5    | Emmerich Danzer         | Autriche             | 37     |        |            |             |
| 6    | Gary Visconti           | États-Unis           | 48     |        |            |             |
| 7    | Wolfgang Schwarz        | Autriche             | 72     |        |            |             |
| 8    | Peter Jonas             | Autriche             | 82     |        |            |             |
| 9    | Peter Krick             | Allemagne de l'Ouest | 82     |        |            |             |
| 10   | Robert Dureville        | France               | 89     |        |            |             |
| 11   | Sepp Schönmetzler       | Allemagne de l'Ouest | 98     |        |            |             |
| 12   | Jay Humphry             | Canada               | 103    |        |            |             |
| 13   | Tim Wood                | États-Unis           | 115    |        |            |             |
| 14   | Giordano Abbondati      | Italie               | 121    |        |            |             |
| 15   | Patrick Péra            | France               | 138    |        |            |             |
| 16   | Ondrej Nepela           | Tchécoslovaquie      | 149    |        |            |             |
| 17   | Sergueï Tchetveroukhine | Union soviétique     | 151    |        |            |             |
| 18   | Günter Zöller           | Allemagne de l'Est   | 156    |        |            |             |
| 19   | Jenő Ébert              | Hongrie              | 170    |        |            |             |
| 20   | Hywel Evans             | Royaume-Uni          | 173    |        |            |             |

### Dames
| Rang | Nom                  | Nation               | Places | Points | Fig. impo. | Prog. libre |
| ---- | -------------------- | -------------------- | ------ | ------ | ---------- | ----------- |
| 1    | Petra Burka          | Canada               | 9      |        |            |             |
| 2    | Regine Heitzer       | Autriche             | 23     |        |            |             |
| 3    | Peggy Fleming        | États-Unis           | 28     |        |            |             |
| 4    | Christine Haigler    | États-Unis           | 30     |        |            |             |
| 5    | Gabriele Seyfert     | Allemagne de l'Est   | 55     |        |            |             |
| 6    | Miwa Fukuhara        | Japon                | 57     |        |            |             |
| 7    | Valerie Jones        | Canada               | 65     |        |            |             |
| 8    | Nicole Hassler       | France               | 68     |        |            |             |
| 9    | Helli Sengstschmid   | Autriche             | 83     |        |            |             |
| 10   | Albertina Noyes      | États-Unis           | 97     |        |            |             |
| 11   | Diana Clifton-Peach  | Royaume-Uni          | 100    |        |            |             |
| 12   | Kumiko Okawa         | Japon                | 96     |        |            |             |
| 13   | Hana Mašková         | Tchécoslovaquie      | 120    |        |            |             |
| 14   | Gloria Anne Tatton   | Canada               | 118    |        |            |             |
| 15   | Sandra Brugnera      | Italie               | 133    |        |            |             |
| 16   | Angelika Wagner      | Allemagne de l'Ouest | 147    |        |            |             |
| 17   | Elena Slepova        | Union soviétique     | 151    |        |            |             |
| 18   | Zsuzsa Szentmiklóssy | Hongrie              | 158    |        |            |             |

### Couples
| Rang | Nom                                  | Nation               | Places | Points | Prog. court | Prog. libre |
| ---- | ------------------------------------ | -------------------- | ------ | ------ | ----------- | ----------- |
| 1    | Ludmila Belousova / Oleg Protopopov  | Union soviétique     | 9      |        |             |             |
| 2    | Vivian Joseph / Ronald Joseph        | États-Unis           | 19     |        |             |             |
| 3    | Tatiana Zhuk / Aleksandr Gorelik     | Union soviétique     | 32     |        |             |             |
| 4    | Gerda Johner / Rüdi Johner           | Suisse               | 39     |        |             |             |
| 5    | Sonja Pfersdorf / Günther Matzdorf   | Allemagne de l'Ouest | 45     |        |             |             |
| 6    | Cynthia Kauffman / Ronald Kauffman   | États-Unis           | 45     |        |             |             |
| 7    | Tatiana Tarassova / Georgi Proskurin | Union soviétique     | 67     |        |             |             |
| 8    | Irene Müller / Hans-Georg Dallmer    | Allemagne de l'Est   | 85     |        |             |             |
| 9    | Joanne Heckert / Gary Clark          | États-Unis           | 80     |        |             |             |
| 10   | Gerlinde Schönbauer / Wilhelm Bietak | Autriche             | 96     |        |             |             |
| 11   | Margot Glockshuber / Wolfgang Danne  | Allemagne de l'Ouest | 101    |        |             |             |
| 12   | Alexis Shields / Chris Shields       | Canada               | 102    |        |             |             |
| 13   | Ingrid Bodendorff / Volker Waldeck   | Allemagne de l'Ouest | 112    |        |             |             |
| 14   | Susan Huehnergard / Paul Huehnergard | Canada               | 113    |        |             |             |

### Danse sur glace
| Rang | Nom                                   | Nation               | Places | Points | Danses imposées | Danse libre |
| ---- | ------------------------------------- | -------------------- | ------ | ------ | --------------- | ----------- |
| 1    | Eva Romanová / Pavel Roman            | Tchécoslovaquie      | 8      |        |                 |             |
| 2    | Janet Sawbridge / David Hickinbottom  | Royaume-Uni          | 18     |        |                 |             |
| 3    | Lorna Dyer / John Carrell             | États-Unis           | 26     |        |                 |             |
| 4    | Diane Towler / Bernard Ford           | Royaume-Uni          | 30     |        |                 |             |
| 5    | Kristin Fortune / Dennis Sveum        | États-Unis           | 33     |        |                 |             |
| 6    | Yvonne Suddick / Roger Kennerson      | Royaume-Uni          | 40     |        |                 |             |
| 7    | Susan Urban / Stanley Urban           | États-Unis           | 46     |        |                 |             |
| 8    | Carole Forrest / Kevin Lethbridge     | Canada               | 58     |        |                 |             |
| 9    | Brigitte Martin / Francis Gamichon    | France               | 66     |        |                 |             |
| 10   | Györgyi Korda / Pál Vásárhelyi        | Hongrie              | 70     |        |                 |             |
| 11   | Lynn Matthews / Bryon Topping         | Canada               | 75     |        |                 |             |
| 12   | Christl Trebesiner / Gerald Felsinger | Autriche             | 84     |        |                 |             |
| 13   | Gabriele Rauch / Rudi Matysik         | Allemagne de l'Ouest | 88.5   |        |                 |             |
| 14   | Annerose Baier / Eberhard Rüger       | Allemagne de l'Est   | 93.5   |        |                 |             |